# Bride's Play

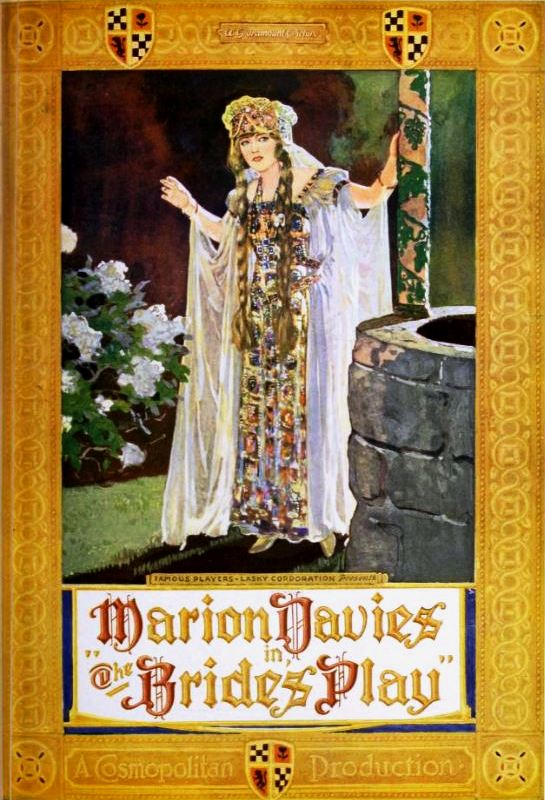
The Bride's Play, 1922 ad

Bride's Play is een stomme film uit 1922 onder regie van George Terwilliger. De film wordt beschreven als een van Marion Davies' vele waarin ze haar komische talenten niet kon bewijzen, omdat ze door haar minnaar William Randolph Hearst werd gecast in kostuumdrama's, zoals deze.

## Verhaal
De film vertelt twee verhalen over een destijds moderne bruid en een bruid uit de Middeleeuwen, allebei gespeeld door Marion Davies. Ze hebben allebei hetzelfde probleem, namelijk dat ze op een ander verliefd worden tijdens de bruiloft.

## Rolverdeling
| Acteur           | Personage                     |
| ---------------- | ----------------------------- |
| Marion Davies    | Enid of Cashel/Aileen Barrett |
| John B. O'Brien  | Marquis of Muckross           |
| Frank Shannon    | Sir John Mansfield            |
| Wyndham Standing | Sir Fergus Cassidy            |
| Carl Miller      | Bulmer Meade                  |